# Кур Јусуф Зијаудин-паша
Кур  Јусуф Зијаудин-паша (умро 1819, Хиос) је био османски државник грузијског порекла, који је два пута обављао дужност великог везира. Учествовао је у борбама са Француском око Египта и у рату с Русијом. Његова неспособност је више пута доводила Османско царство у тешке положаје, као што су избијање I српског устанка и прекид преговора и наставак рата са Русијом и побуњеном Србијом.

## Порекло и политички успон
Јусуф је потицао из породице грузијских муслимана. Своју политичку каријеру почео је као чиновник и интендант рудника. Рудници су били потпуно запуштени вековима, пошто се из њих већ одавно повукао дубровачки и млетачки капитал, а османска власт нити је могла нити је знала да га замени другим . Године 1793. Јусуф је ушао у Диван и постао везир. Уз то, добио је и положај валије Дијарбакирског ејалета. Следеће године, уместо Дијарбакирског ејалета поверен му је Ерзурумски. Године 1796. био је постављен за валију Чилдирског и Трабзонског ејалета.

## Велики везир

### Долазак на положај и стање у Османском царству
Дана 23. октобра 1798. године, Јусуф је, поставши султанов љубимац, постављен на место великог везира. Како је власт била деспотска и неуређена, султан је имао неограничену власт, али како је он живео затворен у сарају и није вршио државне послове, већ је управљање царством било поверено Јусуфу .
Војска је била невероватно неефикасна и заостала. Састојала се из коњице (спахије), која је живела на тимарима  које им је султан дао, и пешадије (јаничари), подељене на 199 чета, смештених по истанбулским касарнама. Спахије нису више вршиле своју службу, а јаничари, уместо да се регрутују из султанових робова и да остану нежењени, почели су се женити и своја места предавати својим синовима, који су их сматрали као наследну државну службу, уз коју су се бавили и другим пословима . Тако су постали веома лоша војска за време рата, а врло немирна војска за време мира . Такође, били су немоћни да смире хришћанске народе, који су, угњетавани вековима, били у сваком тренутку спремни да подигну устанак .
Свака је област имала свог војног управника, пашу, послатог из Истанбула, који је у њој имао сву власт. Већина паша је у то време куповала свој положај од Јусуфа, који их је постављао . Они који су заповедали каквим одредом војске бунили су се често против наредаба које су долазиле из Истанбула .
Османско царство као муслиманска држава никад није примано у друштво хришћанских европских сила, што је резулитарало отуђењем од европских владалаца. Како се Царство у Европи утврдило освајањем, тако су европски владари себи давали за право да освајају или на било који други начин присвајају његове територије, које нису биле под заштитом међународног права. Највећа опасност претила је од Аустрије и Русије .
Тако да је опадајућој царевини претила опасност с више страна: побуне јаничара у Истанбулу, одметање паша по областима, устанци хришћанских народа, руско и аустријско освајање, итд . Због Наполеонових ратова опасност од стране Европе се смањила. Аустријска влада, забављена на западу, напустила је освајање на источној страни; она је заборавила своје интересе на Дунаву и уместо да осваја Османско царство, она је гледала да га сачува .
Сам Јусуф се обогатио помоћу свог новог положаја и постао власник пола рафинерије бакра Дијардбакирског елајета.

### Француски поход на Египат
У време Јусуфовог ступања на највиши положај у Османском царству, царство је, поред међусобне борбе и незадовољства јаничара, додатно поткопало Француско освајање Египта. Јусуфу и султану Селиму III је било јасно, да не могу у исти мах водити рат и против спољашњег и против унутрашњег непријатеља. У толико пре, што је рат са Француском проглашен за свети. Стога је Јусуф прогласио милост свима одметницима, који се покоре, макар и само формално, свом господару. Тако да је крајем године, међу осталим, опроштено Осману Пазваноглу, видинском господару, и јаничарима, којима је дозвољено да се врате у Смедеревски санџак .
Овом француском експедицијом је Велика Британија, која се раније врло мало занимала источним стварима, била наведена да уговори савез са Османским царством . Овим је дошло и до зближавања са Русијом, која је била британски савезник. Ова три савезника, узалуд су покушавала да у савез увуку Пруску и да организују II коалицију против Француза. Иако у томе нису успели, Јусуф је добио моћног савезника у борби против Француза . Почетком следеће године послао је једну војску предвођену Мустафа-пашом да поврати Египат. Да предупреди Турке Наполеон Бонапарта, вођа ове француске експедиције, је почео наступати у Сирију. Међутим, Бонапарта је због неких проблема у домовини морао напустити Сирију и Египат, оставивши Жана Батиста Клебера да води његову војску . Поход на Сирију је одмах потом пропао.
После Наполеоновог одласка, Јусуф је, са истанбулском војском, лично кренуо да поврати Египат, помисливши вероватно да Клебер није дорастао задатку који му је био поверен. Турска војска првобитно је бројала 15.000 људи, а након што јој се придружила војска из Алепа и Дамаска у Гази, она је бројала око 25.000 људи. Свестан свих недостатака своје војске, Јусуф је, у јануару 1800. године, склопио са Клебером и британским адмиралом Сиднејом Смитом, споразум из Ел Ариша, по ком је француским снагама из Египта било дозвољено несметано повлачење. Међутим, споразум није заживео и настављено је турско наступање према Каиру, што је резултирало битком код Хелиопоља, која је уследила 10. маја 1800. године. Битка се завршила тешким поразом, расулом у турској војсци и Јусуфовим бегом са бојног поља. Французи тако остају господари ситуације, али, на срећу за Османско царство, врло кратко. После Клеберовог убиства 14. јуна у Египту међу осталим војсковођама настају препирке, па се они не одупиру енглеско-османским снагама. Јусуф је, да би узео учешће у победи, поново дошао у Египат и заједно са Британцима учествовао у освајању Каира, јуна 1801. године. Убрзо после освајања Каира, Французи су се предали .
Када је ушао у Каиро, Јусуф је оптужио хришћане да су сарађивали са западним завојевачем и запленио цело њихово богатство, после чега је остао неко време у Египту да би средио неке послове ејалета.
- Бонапарта пред Сфингом, рад Жана-Леона Жерома из 1868. године.
- Наполеон посећује оболеле од куге у Јафи, 11. марта 1799. године, уље на платну Антоана-Жана Гроа из 1804. године. Данас се чува у Лувру.
- Битка на брду Тавор, 16. априла 1799. године, рад Луја Франсое Лежена из 1804. године.
- Битка код Абукира, 25. јула 1799. године, уље на платну Антоана-Жана Гроа из 1807. године. Данас се налази у Версају.

### Убиство Хаџи Мустафа-паше
Повратак јаничара у Смедеревски санџак значио је повратак зулума и почетак новог зла. У почетку је изгледало да су се смирили, у ствари, били су само више обазриви, док се снађу у новој ситуацији и док похватају везе. Поверовавши да су заиста смирили београдски везир Хаџи Мустафа-паша их је упутио у унутрашњост давши им различита запослења, али они су пожурили да се што пре докопају својих имања или других поседа и да се брзо обештете за дугу оскудицу. Убрзо су почели и да се свете, убивши Станка Харамбашића, једног од вођа српске народне војске, и кнеза Ранка Лазаревића, док се кнез Алекса Ненадовић само се случајно спасао од погибије. Кад је, током 1799. године, Пазваноглу устао поново против Порте, његови јаничарски савезници показали су поново своју праву боју. Прикупили су се у Београду решени да омету сваки пашин покушај против Видина и да се сами дочепају власти. У јулу 1801. они су заузели град и заробили пашу. Тако су убрзо поступили и са другим местима у Смедеревском санџаку.
Дервиш-бег, пашин син, био је на време измакао из Београда у Ниш, да отуда обавести Јусуфа и организује помоћ за оца. Јусуф није могао апсолутно ништа да предузме, него је само упутио једног изасланика у Београд да смирује људе. То је имало неког привременог успеха, али није могло да много измени ствари. Између јаничара, који нису хтели да испусте власт, и Мустафе није било нимало поверења. Он је свакако и покушавао нешто, да се ишчупа из њихових руку . Бојећи се њега и акције његовог сина, јаничари су га 15. децембра 1801. убили у Београду . Потом су узели власт у своје руке, спремни да је бране свим средствима . Као главне њихове вође истакле су се четири дахије: Кучук Алија, пашин убица; Аганлија, Мула Јусуф и Мехмед-ага Фочић . Тако је у Смедеревском санџаку настало доба правог терора .
Јусуф је био немоћнан да казни бунтовнике, пошто је у царевини врило на више страна, а ауторитет централне власти био је потпуно подрован, исто као и углед султана. Без могућности да ишта уради, Јусуф је ово прихватио као свршен чин примивши јаничарска уверавања да ће остати верни и упутио у Београд новог управника, Хасан-пашу. Тај је, у ствари, био играчка у рукама дахија. Посебни татарин донео је 10. маја 1802. посебно писмо од Јусуфа, којим је јаничарима била опроштена учињена кривица. Учинило се то понајвише стога, што је постојала бојазан да би јаничари могли примити у Београд Пазваноглуа, што би, при немоћи централне власти, изазвало још теже и опасније заплете.

### Спремање српског устанка
У Земуну се после овог прикупио приличан број Мустафа-пашиних пријатеља, Срба и Турака, међу којима је био врло активан Петар Ичко, бивши турски дипломатски чиновник. Од турске стране нарочито се истицао бивши пашин благајник Хасан-бег, уз кога се прибрао и приличан број од дахија угрожених спахија. Они су већ у лето 1802. год. покушали да изазову покрет у Смедеревског санџака и ухватили су везе са више народних људи, али су акцију око Пожаревца и испод Авале предузели прерано, па су претрпели неуспех. Има вести, да се већ тада око 60 народних првака из Смедеревског санџака било писмено обавезало да ће помагати Мустафиног сина Дервиш-бега, чим стигне са војском против дахија .
Српске вође тада су почеле помишљати о подизању устанка и ослобођењу, па се развила жива агитација. Чак су у јесен 1803. године пред руску царску канцеларију изнели план о оснивању славјаносербског царства. Ово царство била је главна мисао српске елите од 1802. до 1804. године .
Има и вести да су се Срби током 1803. год. спремали на устанак. За Ђорђа Петровића Карађорђа се прича, да је у лето те године преговарао са земунским трговцима ради набавке праха и олова. У јесен почели су састанци и договори, а пред крај године кнез Алекса Ненадовић упутио је у Земун једно писмо тамошњем команданту мајору Митезеру у којем га позива у помоћ. Подизање устанка додатно је помогло то што су се дахије почеле гложити између себе, па се чинило се да је њихова снага осетно паралисана. Доиста, између Аганлије и Кучук Алије било је дошло до крупних сукоба, у којима је било и погинулих.

### Османско царство и европске силе
После неуспешног похода на Египат, Наполеон је стално помишљао на рат на истоку, конкретно са Османским царством. Ту је веровао да ће пронаћи кључ светске превласти и задати одлучан ударац Енглеској. Исток постаје један од главних покретача његове политике. Гроф Мороков, руски амбасадор у Паризу, у неколико махова је писао да се Бонапарта спрема да раскине Амијенски уговор с Енглеском, и да се, у циљу скорог рата, непрестано враћа на питање поделе Османског царства. Ови извештаји су у Петрограду читани са великом пажњом, па чак и са извесном зебњом. Канцелар Воронцов, а нарочито Кочубеј, ранији амбасадор у Истанбулу, нису видели за Русију никакве користи од поделе Турске, што би се могло извести само уз припомоћ Француске и Аустрије. Евентуалном суседству са овим двема силама они су претпостављали суседство са слабом Турском, по тврдњи Кочубеја:
Нема мирнијих суседа од Турака и сачувати ове наше природне непријатеље треба од сада да буде основно начело наше политике.
Руски цар Александар наредио је Моркову да не прихвати Бонапартине предлоге и да изјави да Русија нема намеру да се придружи непријатељским поступцима упереним против Турске. Од тог тренутка Источно питање је било тесно везано за целокупан развој француско-руских односа.
У августу 1804. године, образује се Трећа коалиција против Наполеона састављена од: Русије, Велике Британије и Аустрије, док руски и аустријски цар у новембру потписују један тајни споразум по коме је Русија обећала своју помоћ Аустрији, а ова се обавезала да ће бранити независност Турске од Бонапарте.
Нешто касније, у априлу 1805. године, Енглеска је закључила са Русијом један уговор о савезу, по коме су се обе земље обавезале, између осталог, да ће гарантовати независност Турске. После тога, дошло је до једног руско-турског споразума, којим је Јусуф био обавезан да остави руској ратној флоти слободан пролаз кроз мореузе Босфор и Дарданели .

### Сеча кнезова и избијање устанка
Пуким случаје писмо кнеза Алексе пало је у руке дахијама и отворило им је очи. Они су се тада пред опасношћу помирили и тражили начина како да доскоче својим непријатељима. Осећали су, вероватно, и сами да је ствар озбиљна, у толико више, што су се бојали српских веза са Аустријом и неке опасности са те стране и стога су решили да обезглаве све српске угледније вође . Овај догађај у историји је познат као сеча кнезова. У другој половини јануара 1804. били су погубљени кнез Алекса, Илија Бирчанин, Марко Чарапић, Хаџи Рувим и други; укупно око 70 лица .
Карађорђе Петровић прошао је срећно. Против њега је пошла потера од другостепене важности и он ју је савладао код Тополе. Одмах потом побегао је у планину свом хајдучком пријатељу Станоју Главашу . На Сретење 1804. године, када је Карађорђе је на сабору у Орашцу изабран за вођу народа, устанак је почео да узима маха . Дахије се нису надале да ће уместо да заплаше рају, да је раздраже раздражиле, уплашивши се, покушале да спрече устанак и то договором. Аганлија, као један од мирољубивих дахија, узео је на себе дужност да иде у унутрашњост и да почне преговоре. У Дрлупи, 25. фебруара, одиграо се састанак између њега и Карађорђа, кога су исто тако пратили његови људи. Аганлија је обећао боље понашање у будућности, па чак и укидање ханова и субаша по селима. Кад је Карађорђе за то тражио јемство аустријских власти преговори су се разбили и још истог дана дошло је до борбе у којој је Аганлија био рањен у ногу, а Станоје Главаш у главу. Борба је остала неодлучена, али пошто су се дахије већ сутра повукле у Београд, Срби су се сматрали победницима.
Тај први, макар и половни успех, дигао је веру Србима, тако да је почетком марта број устаника попео на чак 10.000 људи . Карађорђе је почео ослобађати Шумадију, Јаков Ненадовић Ваљевску нахију, а Петар Добрњац и Миленко Стојковић Пожаревачку нахију. Устаници су заузели Рудник, Ваљево, Шабац, Јагодину, Пожаревац и Смедерево и већ 3. априла дошли надомак самог Београда, спаливши неколико мањих места . У граду је настао велик и разумљив страх . Дахије су организовале отпор, тражиле су помоћи с више страна, нарочито из Босне и Видина, али су у исто време нудиле поново преговоре и биле вољне за знатна попуштања . Београдски везир, Хасан-паша, обавештавајући Јусуфа о устанку и његовој озбиљности, молио је да се пошаље војска из Босне и Крушевца, јер су Срби били у надмоћности. Али, у исти мах је препоручивао и то да се пошаље један искусан и речит паша, који би посредовао и смирио људе.

### Даљи развој догађаја
Иако је земунски мајор Митезер помагао Србе у муницији, иако су Срби њега и Аустријанце звали у помоћ, аустријске власти биле су уздржане. Да би остале исправне према Јусуфу оне су званично сузбијале емиграцију из Србије и давање муниције, али су потајно, правећи се да не виде, трпеле продају. У Бечу се није веровало да ће устанак изићи из оквира већ уобичајених малих локалних побуна и хтело се да се сачека развој догађаја. Како су вести са разних страна почеле бивати све неповољније по дахије, то су се они постепено почели одлеђивати, задржавајући увек према Јусуфу став исправног суседа . То им је било у толико лакше, што је сам београдски везир осећао потребу, да се аустријским повереницима тужи на несносни притисак дахија и што су аустријском посланику код Јусуфа говорили, почетком априла, како су већ издали наредбе пашама у Босни и Нишу да пођу у помоћ угроженој раји, коју чак и сам Пазваноглу узима у заштиту. Мало касније, кад се посланик пријатељски стао интересовати какав ће став Јусуф службено заузети, добио је одговор: да је већ одређен искусни босански везир Бећир-паша, да пође у Србију и нађе неки споразум. Јусуф је хтео да помогне раји, али је морао, због јаничара и верске осетљивости, да води рачуна и о дахијама .
У Бечу су били склони да понуде посредничке улоге једној и другој страни. Пограничним заповедницима олакшавало је посао што су саме дахије и београдски паша поручивали и гледали да са устаницима дођу у везу и почну преговоре. Као згодно место изабран је Земун, који је био при руци дахијама, које нису више смеле да се удаљују далеко од Београда. На састанку од 11. маја, у присуству самог заповедника Славоније и Срема, генерала Генеина, представници турских власти и српске вође са Карађорђем на челу нису дошли до споразума. Срби су изјављивали: да су верни султану и Јусуфу, али да се неће смирити све дотле док дахије не напусте Смедеревски санџак заувек. Из почетка су недоступно тражили њихове главе, али их је Генеин склонио на то попуштање. Изасланици дахија нису могли пристати на тај услов и тако су се преговори разбили.
Устаници су у помоћ позивали и Аустрију и Русију, али, да не би против себе изазвали Јусуфа, наглашавали су да ће се задовољити само изменом стања и да ће остати под турском влашћу . Тако су Јусуф и велике силе схватиле устанак као природну реакцију против дахијског насиља . Кад је добио обавештења, да се устанак не стишава и да устаници узимају чак и извесне градове и да су се ушанчили и испред Београда, Јусуф је наредио искусном Бећир-паши, тада босанском везиру, да оде у Београд и да испита ствари . Дао му је и сасвим слободне руке, да може збацити дахије, распустити јањичаре и на место оне управе коју укине завести нову управу, тако да се може повратити потпун мир у Србији. Јусуф јаничаре и дахије није жалио; тужбе против њих стизале су и од самих Турака. Њихова одметништва, и зулуми, и рђави инстинкти били су довољно познати и да је њихово насиље морало кад-тад поколебати поредак и изазвати људе на отпор није требало посебно доказивати. Стога Јусуф у овај мах није био зле воље према Србима. Зазирао је само од тога, да их у тој акцији не помаже Аустрија, како су већ гласила нека наговештења и извештаји, и било је непријатно што се уопште то све збива на самој граници.

### Долазак Бећир-паше: пад дахија
Дахијама је било јасно шта значи долазак Бећир-паше, који је већ једном изгонио јаничаре из Смедревског санџака. Они су се зато према њему односили с пуно неповерења. Срби су опет гледали у њему султановог изасланика и указивали су му сву дужну пажњу. Већ из тих односа могли су се унапред назрети резултати пашине мисије.
Кад је пашин мухурдар  стигао 20. јуна 1804. пред Београд, да осмотри ситуацију, дахије су се према њему понашале веома дрско. Мула Јусуф је, шта више, изишао са једном шајком уз Саву и опалио топом усред српског логора у Топчидеру, баш близу места где је мухурдар ручао. Мухурдар, који је Србима мало пре тога јемчио, да ће Турци бити мирни, и који је хтео да осигура примирје за време пашиног доласка, био је страховито огорчен.
Спор и опрезан, Бећир-паша се није много журио. Требало му је пуна два месеца да из Босне стигне до Београда и да надомак Београду, у Палежу, проведе више дана не предузимајући ништа активно. Он је вероватно чекао да ситуација сазре и да, пошто устанак траје више од четири месеца, добро сагледа снаге, односе, и изгледе и једне и друге стране. По извештају свог мухурдара, по тајним доставама београдског паше и једног дела самих Турака, он је видео да су кривци за узбуђење у земљи дахије које и за време његове мисије нису хтеле да мирују; знао је, да Јусуфу до београдских насилника није било нимало стало и да он само жели да се очува престиж султанове власти и форма по којој ће бити срушен дахијски режим. Дахије нису смеле да дођу на преговоре са Србима у Топчидеру, него су понудиле везиру да се разговарају на аустријском тлу, у Земуну. Али, као и ранији, и ти су преговори остали без резултата. На око неактиван, паша је у ствари припремао пад дахија. Његовом иницијативом дошло је, вероватно, до споразума између Карађорђа и вође београдских крџалија , Халил-аге Гушанца . По том споразуму требало је да Срби исплате крџалијама 360 кеса, а ови њима четири дахиске главе. По наредби Бећир-паше, дахије су 29. јула напустиле тврђаву, али их Гушанац није смакнуо, већ их пустио да те ноћи побегну. Дахијама је било постало јасно, да се даље не могу држати; против њих су били и Срби и Порта, па чак и добар део београдских Турака. Кренуле су лађама низ Дунав, ка Видину, да се спасу код старог пријатеља Пазваноглуа . Али на том путу, на малом дунавском острву Ада Кале, стигла их је српска потера и службена порука Бећир-паше заповеднику острва, да буду погубљени . После мале борбе, поражене дахије су ноћу, 5./6. августа, погубљене, а главе су им, сем Аганлијине, биле донесене у Београд.

### Бећир-пашин споразум
После те дахијске погибије Јусуф је, заједно са Бећир-пашом, мислио да је с тим Србима дата довољна задовољштина и да би устаници, с нешто добрих речи и малих уступака, могли да се разиђу кућама . Султан ће у земљи повратити старо стање, гласила је Јусуфова порука; он је и сада показао да штити праведну ствар и да је строг према зликовцима, ма ко они били, али устаници нису мислили тако. Они су страховали да се после одређеног времена не појаве неке нове дахије, па су желели измену стања. Тражили су да им цар Франц пошаље своје људе, који би били сведоци и јемци уговора што ће га они склопити са пашом. Они су тако пребацивали султану што није кренуо да их заштити све док они сами нису скочили да се бране. Устаници су желели да њихов споразум са Бећир-пашом добије стога већу санкцију, пошто је сваки паша смртан човек. На тај начин ми бисмо били сигурни, да убудуће неће више бити немира у Србији. Аустрија је одбила јемство, јер није желела заплета са Турском. То јемство Бећир-паша није ни могао да прихвати, зато што би оно значило увођење стране силе у решавање турског унутрашњег питања . Због свега овога, као и због хаоса у Османском царству, где се није слушао ни султан ни везир, Срби су оклевали да склопе споразум .
Још једна отежавајућа околност било је то што је стварни господар Београда био Халил-ага Гушанац, који у градску тврђаву дуго није пуштао ни самог Бећир-пашу, иако се држао уз њега . У то време, 18. августа, да освети брата, упао је изненада у Шабац Мус-ага Фочић, са великом четом Турака, и извршио прави покољ хришћана. Ово је изазвало јаз између Срба и Турака. Београдски Турци су оптужили Србе да их подржава Аустрија и послали један службени акт за Истанбул са речима:
Ма да изгледа да раја хоће да се покори султану, њихове старешине понашају се тако како не доликује поданицима.
.
Нови београдски везир тада је постао Сулејман-паша, бивши мухасил у Беогрду и интимни пријатељ дахија. Они су га чак, док су били живи, послали у Истанбул са 300 кеса, да добије везирски положај и да, наравно говори тамо у њихову корист. Његов избор био је најнесрећнији за рају, па и сам Бећир-паша није крио своје незадовољство због таквог решавања ствари.

### Султанов ферман Србима
Бећир-паша се трудио да у Смедеревском санџаку уведе ред. На његов предлог султан је пристао да изда ферман, који је 4. октобра 1804. објављен у Београду. По том ферману Србима је јемчено да их нико не сме вређати и изазивати и да кривци за то имају бити кажњени; Турцима је било забрањено смештање у селима и држање ханова; укинуте су све насилне дажбине и сви порези сем законског харача султану и десетине власнику земље. Шест дана потом дошло је петнаест српских кнезова у Београд, да о споразуму саставе и писмени акт. Потпуни споразум није ипак постигнут. Срби су тражили, да Турци могу становати само у Београду, Шапцу и Смедереву, док су Турци хтели да станују и по паланкама и да им Срби помогну подићи попаљене и разрушене куће. Пошто је Карађорђе пружао отпор преговорима, њих су водиле ваљевске вође Јаков Ненадовић и Никола Грбовић. Карађорђев отпор прихватили су и његови људи, у толико пре што су Турци стално тражили новац за покрића разних трошкова и спахије своје приходе за целу ту годину, која је прошла у нередима. Због зиме која је наступала Срби нису хтели да потпуно кидају све везе, него су хтели да извуку од Турака што се год може више. Нарочито су полагали на то, да им Турци сами признају право да држе своје оружане људе за чување реда и као јемство за живот и стечена права. Једна група српских и турских представника, која је већала у Смедереву, крајем новембра, признала је Карађорђу право да држи 300 људи, а 12 нахијских кнезова да држе по 100 . Срби су тако, за сваки случај, располагали својом оружаном снагом и могли су мирно чекати до пролећа, али та попуштања изазвала су борбе међу самим Турцима, а нарочито је било велико незадовољство међу крџалијама и јаничарима . Најамници су увек пре свега гледали на новац, а како су Срби, све више незадовољни великим плаћањима, одбијали да доприносе за њихове исплате, они су беснели против помирљивијих елемената, па чак и против свог вође. Велику непомирљивост показивао је, исто тако, и један део јаничарских остатака, чији се број у Београду још увек ценио на 1.500 људи.

### Руско држање
Срби су за то време спремили једну депутацију за Русију, којом су позивали Русе да их помогну у новцу и оружју и да буду јемци српско-турског споразума .
Они нису мислили да распуштају своју војску сасвим, а руска одлука о помоћи их је учврстила још више. Гомилање чета на Дрини, које је купио Мус-ага Фочић, и метежи међу Турцима у Београду били су довољан разлог да бране свој став . По руском савету они су упутили једну депутацију, предвођену протом Алексом Лазаревићем, Стеваном Живковићем и Петром Чардаклијом, и у Истанбул Јусуфу, која је, поред уверења о оданости, изложила и тегобе раје и њене жеље и предлоге, речима:
Жељнога мира и реда ми никада нећемо имати, ако би и даље остали војни чиновници турски; исто тако, ако би остао и даље Турчин управник у овој земљи, јер после ове буне поједина лица с обе стране, и са турске и са српске, због смрти својих сродника и пријатеља за време ове војне, стално би се светила.
.
Српско изасланство је било двапут примљено на подужи разговор са кнезом Адамом Чарторијским, а језгро целе дискусије састојало се у речима кнеза Адама, који је одобравао држање Аустријанаца, што нису могли погазити уговор, исто тако, као што сада и Русија не може да поквари уговор са Портом .
Када су Срби почели и да подбуњују Херцеговце, Русија је устала против тога зато што је Јусуф требало да јој помогне борби против Наполеона. Ово избегавање сукоба с Османским царством је зауставило и црногорског владику Петра, који је намеравао да загази у нову борбу с Турцима. Руска дипломатија је Јусуфу препоручивала да препоручи босанском паши да не дозволи било какве неправде према Србима и да чува рају од јарамаза, да би спречила будуће побуне . Ипак, Руси су поклонили устаницима 5.000 дуката и саветовали им су, да ипак, за сваки случај, не одлажу оружја док не постигну што желе или док им то она не пропоручи. На ову одлуку Србе су натеривале и прилике у Смедеревском санџаку .

### Проблеми с крџалијама
У Османском царству није било лако створити ред. Крџалије у Београду ставиле су под стражу самог везира Сулејман-пашу и слале су Јусуфу скоро ултиматуме. Јусуф просто није знао шта да почне. Сменио је Сулејмана и именовао поново Бећир-пашу за везира у Београду, али већ касно, кад је за сваког било јасно да Јусуф није имао ни једног потеза, који би био енергичан.
Нагомилана мржња и код Срба и код Турака није попуштала. Сукоби и клања били су чести, мада су мирољубивији људи и на једној и на другој страни настојали да их спрече. Од пролећа 1805. спремали су се и једни и други на нове борбе .
Крџалије, које су држале сву стварну власт у Београду, јер је редовне војске било врло мало; нису се понашали ни са самим Бећир-пашом с много обзира и скоро су га уцењивали тражећи да им он исплати најамнички дуг и од дахијског времена и за време после тога, који је износио чак 250.000 гроша. Паша није имао новаца, па су Срби да би показали своју лојалност према Порти и његовом изасланику Срби су исплатили тај дуг и скоро ослободили Бећира. Кад је у јесен 1804. напуштао Смедеревски санџак, паша је са извесним поверењем предао њима топове и муницију, да их пошаљу за њим у Босну, и устаници су и то учинили у пуном реду, мада је многима већ тада било јасно да од све те лојалности неће бити велике користи.

### Ангажовање Константина Ипсилантија
Пријатељске услуге Србима је чинио, у извесној мери, влашки кнез Константин Ипсиланти, који је први известио Јусуфа о њиховом покрету и који је, у исто време, као руски пријатељ, извештавао и руску владу. Разумљиво је зато, што је Јусуф употребио у лето 1804. год. и њега, да утиче помирљиво на Србе. Слат је исто тако и један повереник цариградске патријаршије. Ипсилантијев изасланик је био бојар Манолаки. Срби су њима обојици изјављивали да су верни султану и да ће радо примити сваког његова управника, али да треба уклонити услове створеног зла. Кад је у зиму Ипсилантијев изасланик дошао по други пут у Смедеревски санџак он се сам могао уверити, да султанова воља у Београду није поштована и да Гушанац и код новог паше Сулејмана држи сву власт. Срби су, природно, одбијали да слушају једног новог самовољника и тражили су повратак власти која доиста јемчи за ред. Почетком 1805. год. у Смедеревски санџак су дошли, опет по Јусуфовом налогу, изасланици влашког и молдавског кнеза, да умире Србе. Ипсилантијеви људи саветовали су Србима поверљиво, да послушају руске савете и да упуте једну депутацију у Истанбул, док су молдавски, у султаново име, тражили полагање оружја.

### Јусуфова оставка и српске молбе
24. априла Јусуф је поднео оставку на месту великог везира, али она дуго није уважавана.
У међувремену, српски депутати упућени за Истанбул тражили су:
- своје народне старешине, које ће управљати народом и скупљати данак;
- да се из Србије иселе сви Турци војни чиновници, а Срби се обавезују да бране земљу и гоне бунтовнике;
- да управник у Србији не буде Турчин.

Међутим, то није била права жеља српске раје. Дана 14. маја исте године она је, у поверењу, саопштена само руском представнику и кнезу Ипсилантију речима:
Жељенога мира и реда ми никада нећемо имати ако би и даље остали војни чиновници турски.
Друга, јавна, молба садржавала је жеље:
- да у Београд уместо војног изасланика дође мухасил [е];
- да Срби за 12 нахија изаберу 12 кнезова, који би добили царске берате;
- да врховни кнез станује у Београду и буде веза између српског народа и Порте;
- да тог врховног кнеза и нахијске кнезове бира народ;
- да се данак даје непосредно султану, и то и харач и спахијске дажбине, тако да њихови људи не би више долазили у села.

Јасно је, да су ово била два предлога; први максимални и други у тај мах минимални. Они су делимично прелазили оквир самоуправе из 1794. год. и могли су код Јусуфа да изазову озбиљна разматрања .

### Разлаз српске раје и царске власти и разрешење дужности
Код Јусуфа се, услед разних вести и разних појава, мишљење о карактеру српског устанка почело постепено мењати. Извештаји с турских страна стали су наглашавати, како устаници проливају крв правоверних и како, потицани са стране, неће да се смире. Савети које је султан упућивао у Смедеревски санџак, преко цариградске патријаршије и суседних кнезова, нису имали жељеног успеха. Јусуф није схватио, да саме речи не може смирити духове, кад је све друго ишло по старом. У Истанбулу је нарочито изазивало незадовољство то, што су се за устанак почеле интересовати Аустрија и Русија и тим српском питању давале и преко праве намере, дипломатски карактер. Устанак из Смедеревског санџака почео је да утиче и на Херцеговину и на нишки и пиротски крај. Стога је Јусуф стао поручивати, да Срби приме што им се нуди и да се смире, или ће их султан већ знати натерати на послушност. Овај тон претње постајао је све чешћи. Како Бећир-паша све до краја маја није долазио на своју дужност очевидно свестан свих тешкоћа које, и поред све његове добре воље, не може савладати при приликама које су владале у Београду и при Јусуфовом колебању, у Истанбулу је јуна 1805. за новог београдског везира постављен нишки Хафиз-пашу. Хафиз је имао глас енергичног човека и противника Срба. Јусуф је његовим именовањем показао, упркос опоменама руског посланика, да хоће према устаницима нови курс; отезања је било већ доста. Прекинуо је стога даље разговоре са српским депутатима у Истанбулу, очекујући своје скоро разрешење, и упутио их непосредно на Хафиз-пашу . Јусуф је у свом ставу постао тако одлучан још и због тога, што су Срби до лета 1805. постигли још неколико тактичких војничких успеха, у жељи да се што боље обезбеде, заузевши два важна града Карановац и Ужице . Коначно 24. јуна Јусуфова оставка је уважена и за новог великог везира је именован Бостанчибаши Хафиз Исмаил-паша.

## Даља политичка каријера
Јусуф је дуго био разрешен свих дужности док марта 1807. године није постављен на положај Трабзонског санџак-бега. Још септембра исте године почео је његов нов политичку успон, када је именован за валију Багдада и Басре. У октобру постао је валија Карамана и Алепа. Године 1808. постао је валија Ерзурума и сарк сераскер . Играо је битну улогу у борби с Руском империјом на Каквказу, где је одбранио град Ахалкалаки. Других сукоба готово није ни било.
У азијском делу Османског царства је већина становништва била муслиманског и турског порекла, а раје је било мало. То су били само Грци, Јевреји и Јермени, врло мирни, немоћни и растурени по малим друштвима, неспособни да се буне, па је овај део царства био миран .

## Велики везир по други пут

### Повратак на положај и погоршање односа
У марту 1809. године, Јусуф је стекао поверење султана Махмуда II и поново је именован за великог везира. Његов повратак на овај положај означио је пропаст преговора о миру с Русијом и Устаничком Србијом и због британског подбадања сукоба и склапања савеза са Британијом против Русије и Француске . Све је ово резултирало заоштравањем односа са Русијом и њеном савезницом Србијом. Главни заповедник јужне руске војске, која је боравила у Влашкој, кнез Прозоровски, изрично је говорио српским представницима да не може зајемчити Србији пуну независност, већ само заштиту уз исплату данка Порти. Овај став се убрзо променио и Прозоровски је, због наставка рата с Турском, изјавио да ће му бити главна брига да Србија буде ослобођена од сваке зависности од Турске .
Руска империја је у то време постала највећи турски непријатељ, а њен циљ у овом рату било је ослобађање Влашке и Молдавије од ње . Међутим, Наполеонови ратови у Европи нису јој дозвољавали да ово уради, мада је имала некаквих ситних успеха .

### Битка на Чегру и Добруџи
У пролеће 1809. Срби су, по руском предлогу, покренули четири војске против Порте: једну према Видину и Кладову под вођством Миленка Стојковића, другу према Нишу под Милојем Петровићем, трећу преко Дрине под Симом Марковићем, а четврту на Нови Пазар и Јавор под самим Карађорђем . Турци су прве три војске зауставили, док је четврта за свега неколико недеља продрла на до Новог Пазара и заузела га, двапут поразивши Турке, на Сјеници и Сувобору. Карађорђу су почела прилазити околна херцеговачка и црногорска племена . Он би сигурно очистио Санџак од Турака, да турско војска под вођством енергичног и способног Хуршид-паше, новог румелијског беглербега, није извојевала сјајну победу на Чегру, 31. маја . Посебно јунаштво у тој бици показао је српски заповедник Стеван Синђелић дигавши у ваздух шанац пун Турака. Чувши за ту погибију српске војске, Карађорђе се повукао да спречи даље турско продирање . Ова турска победа није била резултат способности Хуршид-паше, већ тешких унутрашњих сукоба у Србији .
После овог Хуршид-пашина војска је јурнула снажно напред, док је српска војска узмицала. Карађорђе је стигао на већ потпуно растројен фронт. Руси, који су, из разних разлога, закаснили са својим операцијама и нису уопште имали довољно војске, кретали су се врло споро и тек се, у последњи час, осетио њихов притисак. Турци су продрли све до ушћа Мораве, а Карађорђе је за то кривио Русе, који су га на крају и спасили . Они су у августу напали главну турску војску на Дунаву и привукли на себе и већи део ове војске из Србије . Потом је уследила силовита руска офанзива на Балкан у којој је руски генерал Багратион имао великог успеха заузевши неколико тврђава разбивши турску војску код Добруџе . Међутим, убрзо је уследио Јусуфов огоречени отпор, који је приморао руску војску да се врати на леву обалу Дунава, тако да је рат те године вођен са променљивом ратном срећом и био напоран и тежак . Осим на Балкану ратовало се и на Кавказу . Ово руско повлачење, спорост и неактивност изазвало је још веће Карађорђеве осуде .

### Офанзива Каменског
Видевши ову Карађорђево огорченост против Руса, Аустрија је почела да обнавља везе са Србијом, обећавши своје посредништво. Међутим, не желевши икаквог заплета са Јусуфом, Беч није ништа урадио, иако су им Срби нудили Београд. После тога Срби су потражили помоћ од Наполеона, али он је, из обзира према Јусуфу, одбио . Убрзо потом, 1810. године, уследила је обнова односа Србије и Русије, коме је посебно допринео нови руски главни заповедник гроф Каменски. Односи две земље сада су били срдачнији .
Каменски је, не само што је обновио односе са Србијом, имао успеха и на Дунаву . Он је опсео Силистру и, 22. маја, разбио појачање које је послато да одблокира град у бици код Добрича, тако да се град 30. маја предао. Његова војска је потом кренула дубље у Турску и опсела Шумен, али град је, 9. јуна, уз велике муке одбранио Јусуф. У међувремену, избила је побуна против руске власти у луци Русе на Дунаву, па је Каменски морао да се повуче натраг. Јусуф је за време опсаде Русеа против Каменског скупио велику војску. Једну, која се налазила у Шумену, водио је он лично, а другу, која се налазила у селу Батину и бројила 30.000 људи, водио је Халил-ага Гушанац. Каменски је, знајући шта му се спрема, спречио спајање ових војски наневши Гушанцу код Батина, 26. августа, осетан пораз. Одмах после ове победе, Каменски је продро до Видина, где је разбио тамошњег пашу. После ове битке уследио је пад Русеа у руске руке.
Упоредо са овом офанзивом, Русија је водила офанзиву и на Кавказу, где је 23. јула узела Сухуми.

### Бој на Варварину и код Лознице
Ново ратовање поништило је све прошлогодишње успехе Хуршид-паше, па чак је дошло и до проширења Србије у Тимочкој Крајини, где је освојено Кладово, Неготин и Брза Паланка . Руси су те године суделовали живље и помагали су већим одредима источну војску. Међутим, Карађорђе још није поправио војнички положај на Морави и спречио турско продирање од Ниша. Турци су променили правац свога надирања и, обишавши Делиград, ударили из Крушевца, да отуда лакше продру у Шумадију. Српске чете, заплашене прошлогодишњим турским успесима, кренуле су да одступају. У најтежим часовима Карађорђу је стигла руска помоћ од 3.000 људи . На варваринском пољу, 19. септембра, дошло је до одлучне борбе. Уједињена српска и руска војска одбила је све турске јурише и присилила Турке на одступање све до Ниша . У самој варваринској бици Карађорђе није учествовао, јер је турска војска била сувише јака па се није излагао. Тако да је ову војску водио руски заповедник, гроф Орурк.
У међувремену, Турци су Србију нападали и са друге стране, преко Дрине. Овај њихов јак насртај из Босне довео је Јакова Ненадовића у јако тежак положај, што је изазвало долазак Карађорђа и руски козака на тај фронт . Код Лознице или на Тичару водиле су се крваве борбе, где су се два пуна сата обе стране бориле прса у прса. Турци су ту срамно поражени и протерани из западне Србије . Турски неуспех је био потпун на тој страни, што је осетно ублажиле унутрашње сукобе у Србији.

### Аустријски став
У међувремену, Аустрија, која је склопила савез са Наполеоном, помишљала је на нешто активнији рад у Србији. У разговору са аустријским канцеларом Метернихом Наполеон је, 29. јула 1810. године, рекао:
Србија мора једног дана припасти вама. Ако хоћете да заузмете Београд, ја се томе нећу противити. Неће ми бити криво да се Порта измири са Србима и да им даде за кнеза Србина. Неће ми бити криво ни да тај кнез потпадне под вашу заштиту и под ваше јемство. Али, не могу трпети нити руску заштиту или јемство, нити рускога штићеника као кнеза у Београду.
Мада тако слободна од стране Наполеона, Аустрија је, ипак, зазирала и од Јусуфа и од Русије, не желећи да их неким препадом изазове и огорчи. Она је стога радила полако, покушавајући да развије добре односе са Србијом, да је одвоји од Русије и да је што више веже за себе. Међутим, све је то пропало када су Руси суделовали у Варваринској бици .

### Улазак руске војске у Србију и разрешење
После борби из 1810. године, руско-српски односи се још више развијају. Дана 11. фебруара 1811. године, стигао је у Београд, свечано дочекан, први од неколико руских гарнизона, који је ушао у Шабац и Делиград . То је био последњи битан догађај Јусуфа на месту великог везира. Већ истог месеца он је разрешен тог положаја, на ком га је заменио Лаз Ахмед-паша.

## Последње године и смрт
Готово четири године Јусуф је био разрешен свих дужности, све док, 1815. године, није именован за санџак-бега Епира. У Епиру су живели Арбанаси, чији је један део примио ислам, а други остао у хришћанској вери. Они су сви сачували своје обичаје, пола сељаци а у пола хајдуци, они су образовали мала наоружана племена, која су била готово независна у својим планинама. Јусуф је од њих тражио само толико, да дођу наоружани, кад их позове. Године 1817. именован је за санџак-бега Хиоса, где су живели Грци, који су опет створили један народ, чији их је елита сматрала потомцима старих Хелена. Грци су сваког тренутка били спремни на устанак, али Јусуф га није дочекао, умро је и сахрањен 1819. године на Хиосу, само две године пред Грчки устанак .